# 843 Nicolaia
843 Nicolaia је астероид главног астероидног појаса са средњом удаљеношћу од Сунца која износи 2,278 астрономских јединица (АЈ). 
Апсолутна магнитуда астероида је 13,6 а геометријски албедо 0,055.